# Critical Role (campanha 1)
A campanha 1 de Critical Role, uma websérie de Dungeons & Dragons, iniciou em 12 de março de 2015 e consistiu de 115 episódios, terminando em 12 de outubro de 2017. Ela seguiu Vox Machina, um grupo de sete ou oito aventureiros em suas viagens através do continente de Tal'Dorei. A primeira campanha da websérie foi transmitida ao vivo nas quintas-feiras nos canais do Twitch do Geek & Sundry, com VODs sendo disponibilizados imediatamente para assinantes, e na segunda-feira seguinte abertos para o público gratuitamente no YouTube.

## Elenco

### Principal
- Matthew Mercer como Dungeon Master
- Ashley Johnson como Pike Trickfoot, gnomo clériga
- Travis Willingham como Grog Strongjaw, goliath bárbaro / guerreiro
- Laura Bailey como Vex'ahlia "Vex" de Rolo, meio-elfa ranger / ladina
- Liam O'Brien como Vax'ildan "Vax" Vessar, meio-elfo ladino / paladino / druida
- Taliesin Jaffe como Percival "Percy" Fredrickstein Von Musel Klossowski de Rolo III, humano gunslinger
- Marisha Ray como Keyleth do Ashari do Ar, meio-elfa druida
- Sam Riegel como Scanlan Shorthalt, gnomo bardo (ep 1-85 & 98-115), e como Tarryon Darrington, humano artífice (ep 85-102)
- Orion Acaba como Tiberius Stormwind, dragonborn feiticeiro (ep 1-27)

### Convidados
Vários convidados especiais participaram da primeira campanha, incluindo:
- Felicia Day como Lyra, humana maga
- Mary Elizabeth McGlynn como Zahra Hydris, tiefling feiticeira
- Wil Wheaton como Thorbir Falbek, anão guerreiro
- Will Friedle como Kashaw Vesh, humano clérigo
- Kit Buss como Lillith Anioska Daturai, tiefling maga
- Jason C. Miller como Garthok, meio-orc ladino
- Chris Hardwick como Gern Blanston, dragonborn mago
- Chris Perkins como Shale, goliath guerreiro
- Patrick Rothfuss como Kerrek, humano paladino
- ND Stevenson como Tova, anão/homem-urso blood hunter
- Jon Heder como Lionel "Chod" Gayheart, meio-orc bardo/bárbaro
- Darin De Paul como Ethrid "Sprigg" Brokenbranch, gnomo ladino
- Joe Manganiello como Arkhan the Cruel, red dragonborn paladino/bárbaro

## Enredo

### Pré-stream
Nas suas aventuras antes do início da websérie, o grupo salvou a família de Sovereign Uriel Tal'Dorei III, governante de Tal'Dorei e sua cidade capital, Emon. Em troca, Uriel presenteou o grupo com posições no conselho municipal, além de uma residência chamada Greyskull Keep, localizado nos arredores da cidade. Apesar deste período da campanha não ter sido gravado e transmitido em sua totalidade, algumas gravações curtas foram distribuídas pelo elenco, incluindo áudio da primeira sessão da campanha, que foi lançada como um segmento no terceiro episódio do podcast All Work No Play. Adicionalmente, Liam O'Brien lançou uma gravação com parte de uma das sessões. O episódio 36 da Campanha 1, intitulado Winter's Crest in Whitestone, apresenta um sumário da história da série pré-stream, com artes visuais e dublagens.
O comic book Critical Role: Vox Machina Origins é uma adaptação da história do grupo antes do início do show. A série animada The Legend of Vox Machina também inclui a história cânone que se passa no período pré-stream.

### On-stream
O arco Kraghammer (16 episódios, 1–16) começa in media res, continuando a história de Vox Machina que jogada de maneira privada pelo elenco original. Se passa primariamente no subterrâneo de Underdark, e termina em uma batalha entre Vox Machina e um beholder chamado K'varn, que está controlando toda a cidade de Illithid.
O arco Vasselheim (7 episoódios, 17–23) divide o grupo em dois, que buscam provar seu valor à guilda de aventureiros Slayer's Take, da cidade de Vasselheim, aceitando perigosas missões para fazê-lo. Este arco apresenta vários episódios com participações especiais de Felicia Day, Mary Elizabeth McGlynn, Wil Wheaton, e Will Friedle. O também inclui o primeiro episódio a lidar com a história de fundo de um dos personagens, enquanto Keyleth visita outra tribo de druidas para continuar seu Aramenté, uma jornada para se tornar a líder de seu povo
O arco Briarwood (15 episódios, 24–38) leva Vox Machina à antiga casa de Percy, na cidade de Whitestone, governada pela sua família no passado. O grupo tem que lutar pelo controle de Whitestone contra os Briarwood, responsáveis pela morte de vários membros da família de Rolo, e que tomaram o poder da cidade para si. Os laços dos Briarwood com necromancia e um culto secreto tornam o desafio ainda mais perigoso, e Vox Machina precisa impedí-los de completar um ritual que ameaça todo o reino. Durante os primeiros episódios deste arco, Tiberius deixa a Vox Machina.
O arco Chroma Conclave (46 episódios, 39–84) inicia com o ataque de quatro dragões cromáticos anciões à Emon, a capital de Tal'Dorei, com várias figuras políticas importantes sendo mortas. Os dragões tomam o controle da cidade e dividem o reino. Para derrotá-los, a Vox Machina precisa de mais poder do que possuem, e iniciam uma busca pelos Vestiges of Divergence, itens mágicos famosos e extremamente poderosos de uma era passada, que estão espalhados pelo mundo. Durante as batalhas contra os poderosos dragões do Chroma Conclave, as histórias de fundo de alguns membros são exploradas. Pequenos arcos focam em Grog e seu exílio, o passado traumático de Percy, assim como a reunião da família de Vex e Vax.
O arco Taryon Darrington (15 episódios, 85–99) começa com a saída de Scanlan do grupo, após o seu uso de drogas ílicitas e discussões com outros membros deixar o relacionamento com o grupo abalado. Enquanto viajavam por Ank'Harel, no continente de Marquet, a Vox Machina conhece Taryon Darrington, um inexperiente aventureiro e aspirante à autor. Aventurando-se juntosm alguns arcos menores vêem Vox Machina ajudando Keyleth a completar seu Aramenté, literalmente atravessando o inferno, assim como lidando com a família de Taryon no continente de Wildemount. Durante este arco, a família de Pike também faz uma aparição e seu relacionamento com ela é explorado.
O arco Cult of Vecna (16 episódios, 100–115) revisita um misterioso e periogoso artefato que foi ativado sob o castelo de Whitestone durante o arco Briarwood. Scanlan finalmente retorna, e o grupo precisa lutar contra um culto que tenta convocar o semideus lich Vecna, cujo objetivo é ascender ao status de deus para dominar Exandria. Sua ascensão é bem sucedida, e ele se torna o único deus do outro lado do Divine Gate, o portão divino que impede os deuses de interferirem diretamente no mundo que criaram. Com a ajuda indireta de algumas dinvindades primordiais e poderes especiais, Vox Machina luta contra Vecna para impedir seus objetivos.

### Pós-campanha
Em 2019, mais de um ano após o final da Campanha 1, Critical Role produziu três jogos one-shot cânones apresentando Vox Machina por volta do período em que baniram Vecna. O primeiro, Vox Machina: The Search for Grog, foi gravado ao vivo de um teatro em Los Angeles em 19 de janeiro de 2019, e transmitido no Twitch em 22 de fevereiro de 2019, sendo liberado no YouTube e via VOD no Twitch em 23 de fevereiro. Ele abrangeu um evento que aconteceu no último episódio da Campanha 1, mas que não pôde ser explorado imediatamente para não atrapalhar o epílogo. Outros one-shots de Vox Machina foram liberados como recompensas e objetivos durante o projeto do Kickstarter para a série animada de Critical Role. O primeiro deles foi Vox Machina: The Search for Bob, uma continuação dos eventos de The Search for Grog. Foi transmitido no Twitch em 21 de junho de 2019, com o VOD sendo distribuído em 23 de junho. Outra recompensa do Kickstarter foi o Vox Machina's Summer Reunion at Dalen's Closet, que foi transmitido em 29 de agosto de 2019, com o VOD distribuído publicamente em 2 de setembro. Este one-shot se passa um ano após os eventos de The Search for Grog/Bob, quando Percy e Vex renovam seus votos de casamento em uma praia de Marquet, com todos os seus amigos e familiares presentes, assim como alguns "convidados imprevistos".
Ainda em 2019, Critical Role jogou outro one-shot cânone relacionado ao Vox Machina, o show The Adventures of Darrington Brigade foi transmitido ao vivo do Bass Concert Hall em Austin, Texas, em 23 de novembro de 2019. Estrelando Sam Riegel como Taryon Darrington, membro honorário da Vox Machina que lidera um grupo de novos personagens em suas próprias aventuras. A história se passa cerca de uma década após a Campanha 1 e uma década antes da Campanha 2. Este one-shot foi transmitido no Twitch em 29 de novembro de 2019, com o VOD sendo disponibilizado em 1 de dezembro.

## Produção e formato
A campanha de Vox Machina iniciou como um jogo privado dos membros do elenco, que começou em 2012. Apesar das aventuras antes do arco Kraghammer não terem sido formalmente gravadas, alguns vídeos privados recordados foram lançados pelo próprio elenco. O formato e o nível de produção evoluíram significativamente durante a duração do show. Apesar de ter começado com uma mesa simples no escritório do Geek & Sundry, planos de fundo foram adicionados, além de microfones individuais para cada membro.
A campanha foi transmitida ao vivo nos canais do Twitch e YouTube do Geek & Sundry entre 12 de março de 2015 e 12 de outubro de 2017, em um total de 115 episódios. Iniciando em novembro de 2016, também houve transmissão ao vivo pelo serviço de streaming Alpha, da Legendary Entertainment. O show neste serviço possuía um overlay único, que incluía "informações em tempo real dos personagens, com a sua vida, dano causado, e animações de cura". Os fãs do show transcreveram o conteúdo para criar legendas, enviando-as para o Geek & Sundry, que as colocou nos VODs do YouTube.

## Recepção
Em 2016, o show foi nomeado pelo Streamy Awards para a categoria de Gaming.
A duração do show foi mencionada por vários críticos. Em 2016, Ben Kuchers, do Polygon, escreveu que "de acordo com o Geek & Sundry, o show alcançou 37 milhões de minutos assistidos, com mais de um milhão de minutos por episódio no Twich. A conta do show no YouTube possui mais de 1,3 milhões de seguidores, com mais de 10,000 assinantes no Twitch. O que é mais surpreendente é que seguir a história requer um compromisso substancial por parte do telespectador. Episódios de Critical Role geralmente duram múltiplas horas, algumas vezes também separados em múltiplas partes. [...] O primeiro episódio possui mais de 650,000 visualizações no YouTube, e continua a ser visto por pessoas que se tornaram fãs do show e voltaram para assistir desde o início." Em 2017, Chris DeVille, para The Verge, afirmou que Critical Role é "possivelmente a série mais popular e influente de D&D" e que "o arquivo do primeiro episódio de Critical Role no YouTube acumulou mais de 5 milhões de visualizações - para um episódio de três horas consistindo praticamente de alguns amigos sentados numa mesa e atuando seus personagens. Dois anos e 114 gigantescos episódios depois, sua história se tornou um comic book, um livro de arte, e até ganhou uma linha de produtos [...] - além de inspirar incontáveis trabalhos de fãs, com artes, música e literatura."
Em 2017, Jevon Phillips, do Los Angeles Times, escreveu que Critical Role "é bem básico. Mercer guia a narrativa como dungeon master, e um grupo de jogadores [...] sentados em uma mesa interpretam os cenários - algumas vezes por mais de quatro horas." Phillips também afirmou que "a combinação [...] de assistir pessoas jogando RPG pareceria uma maneira estranha de se entreter. [...] O fato desses shows alcançarem centenas de milhares de visualizações deve ser confuso para quem não assiste TV online regularmente (por exemplo: telespectadores mais velhos)." Em 2020, Alexandria Turney, do Screen Rant, afirmou que começar Critical Role pode ser um "pouco assustador" e a "qualidade da primeira campanha é bem menor do que a de episódios futuros, o que pode desanimar aqueles que não estão investidos ainda", enquanto a segunda campanha é "altamente recomendada para novos fãs, já que torna mais fácil gostar do elenco, o que por sua vez torna mais fácil voltar e assistir alguns dos episódios de menor qualidade".
Ryan Teitman, do Slate, escreveu que "claro, algumas vezes é um pouco cafona, mas os atores interpretam tão bem que você começa a se sentir investido nos seus arcos emocionais". Teitman enfatizou o impacto emocional de um ataque devastador em uma das cidades: "no meio do caos, eles procuram desesperadamente entre as ruas, buscando seus amigos e aliados. E nesses momentos, eu esqueci que estava assistindo D&D - eu só enxerguei a angústia no rosto de cada membro do elenco, enquanto tudo que seus personagens haviam passado a amar era destruído ao seu redor. Eu me perguntei como eles poderiam lidar com tanta morte e destruição".

## Adaptações
- Um livro guia para o cenário de campanha foi lançado sob o título Critical Role: Tal'Dorei Campaign Setting.[29] Foi publicado pela Critical Role Productions e Green Ronin Publishing[30] sob a licença da Wizards of the Coast,[31]:143 mas não é considerado material "oficial" de Dungeons & Dragons.[30]
- A série de comics Critical Role: Vox Machina Origins é uma adaptação da história antes do início do show.[32]
- A série animada The Legend of Vox Machina apresenta a história cânone que se passa antes do início das transmissões.[33] Depois da série ter sido adquirida pela Amazon e a Prime Video ter solicitado episódios adicionais, em um total de 24 divididos em duas temporadas,[34] Critical Role anunciou que a série também adaptaria o arco Briarwood e outras histórias já presentes na linha do tempo da campanha transmitida.[35]
- O jogo co-operativo Critical Role Adventures está programado para ser lançado em 2021 pela Darrington Press, a qual afirmou que "o foco será explorar novas histórias, ao invés de re-explorar a Campanha 1."[36]